# Ay mi llanura
Ay, mi llanura es una canción en ritmo de pasaje joropo cuya letra y composición musical son de Arnulfo Briceño, la cual se convirtió en el himno oficial del departamento del Meta mediante el decreto 382 de 1979. Esta canción ganó el primer premio del festival de la canción colombiana de 1967, en Villavicencio, Meta. El himno consta de 7 estrofas y resalta de manera poética la  majestuosidad del paisaje llanero.